# 딱정벌레상과
딱정벌레상과(Caraboidea)는 딱정벌레목의 상과 중의 하나이다.

## 특징
얇고 가늘며 긴 눈과 더듬이를 가진 딱정벌레를 포함하고 있다. 대다수의 종이 강한 포식성을 띤다.

## 분포 및 서식지
전세계에 널리 분포한다.

## 하위 과
- 딱정벌레과 (Carabidae)
- 등줄벌레과 (Rhysodidae)
- 어리강변먼지벌레과 (Trachypachidae)